# Schöpfwerk Ihlienworth
Das Schöpfwerk Ihlienworth an der Medem in der niedersächsischen Samtgemeinde Land Hadeln, Gemeinde Ihlienworth, im Landkreis Cuxhaven, wurde 1928 errichtet. Aktuell (2024) wird es noch genutzt.
Das Gebäude steht unter Denkmalschutz (siehe auch Liste der Baudenkmale in Ihlienworth).

## Geschichte und Beschreibung
Vor 1850 wurde das gesamte Land Hadeln nur durch den Fluss Medem entwässert. Besonders das unterhalb des Meeresspiegels liegende Hadler Sietland um Ihlienworth und Steinau hatte in den regenreichen Monaten große Probleme mit dem Wasser. Um 1853 wurde der Hadelner Kanal als Entwässerungskanal gebaut. Das Wasser floss nun schneller ab. Da aber das Sietland noch immer der tiefste Punkt war, floss das Wasser hier noch immer langsamer ab als aus den höher gelegenen Gebieten.
Zur Abführung des Wassers in den Niederungen des Küstengebiets bei einem Gelände wie hier bis zu 2 m unter dem mittleren Tidehochwasser werden Schöpfwerke eingesetzt, die das Wasser jeweils zur nächsten Höhenstufe pumpen, da das Gefälle zum nächsten Vorfluter oder zum Hauptvorfluter in die Elbe zu gering ist. Der Wasser- und Bodenverband unterscheidet verschiedene Arten von Schöpfwerken, je nachdem welche Aufgabe sie zu erfüllen haben. In den 1920er und 1930er Jahren wurden in den Niederungsgebieten des Landkreises Cuxhaven daher mehrere Schöpfwerke gebaut. Das Schöpfwerk Otterndorf ist dabei mit seinem 483 km² großen Einzugsgebiet der wichtigste Leistungsträger in der Entwässerung Hadelns, des Sietlandes, Bad Bederkesas sowie Teilen der Börde Lamstedt.
Das eingeschossige Gebäude in Backstein mit ziegelgedecktem Walmdach, symmetrisch aufgebaut mit zwei traufseitigen Anbauten nach Norden und mittigem turmartigen Dachaufbau mit Satteldach, Fassaden mit Backsteinlisenen, Gesimsen und sparsamer Backsteinverzierung, stammt von 1928 (Inschrift).
Im Stufenschöpfwerk befinden sich Unterwasserpumpen mit vertikaler Welle, mit Leistung von 2 × 8,00 m³/s bei einer Förderhöhe von 1,35 m bzw. 2 × 10 m³/s bei einer Förderhöhe von 1,00 m.
Das Landesdenkmalamt befand u. a.: „… einheitlich aus Backstein mit leichten Anklängen an expressionistische Architekturformen …“